# Топаз
 Тази статия е за скъпоценния камък.  За филма от 1969 година вижте Топаз (филм).  
Топазът е скъпоценен камък. Известен от най-дълбока древност. Открити са неолитни находки от топаз, напомнящи остриета. Името му топаз произлиза от древното название на остров Зебергет в Червено море – Топазос. В Русия го наричат сибирски елмаз. Често топазът е бъркан с други камъни поради богатството на цветовите си разновидности: безцветен, жълт, златистожълт, розов, син, червенооранжев, пурпурен, зеленикав, кафяв.
Един от най-известните топази „Браганза“ (1680 карата) е инкрустиран в португалската корона и дълго време е бил смятан за най-големия елмаз.